# Polistes hebridensis
Polistes hebridensis är en getingart som beskrevs av Giordani Soika 1981. Polistes hebridensis ingår i släktet pappersgetingar, och familjen getingar.

## Underarter
Arten delas in i följande underarter:
- P. h. erromangensis
- P. h. malekulensis
- P. h. vilensis